# Grevillea edelfeltii
Grevillea edelfeltii (F.Muell., 1876) è una pianta della famiglia delle Proteacee, diffusa nelle foreste pluviali del Queensland (Australia) e della Nuova Guinea.